# 四甲基丁烷
四甲基丁烷（英語：Tetramethylbutane）是一种烷烃，化学式(H3C-)3C-C(-CH3)3，是辛烷的同分异构体之一，有时候也称为六甲基乙烷（英語：hexamethylethane）其IUPAC名称为2,2,3,3-四甲基丁烷（英語：2,2,3,3-tetramethylbutane），但由于没有其它的可能结构的“四甲基丁烷”，四甲基丁烷就指此化合物。在所有的辛烷同分异构体中，四甲基丁烷拥有最多的支链以及最对称的结构，因此拥有最高的熔点，也是在室温下（25°C）为固态的最小饱和非环状烷烃（算上环状烷烃，则是立方烷，C8H8是室温下固态的最小烷烃）。